# Мінамі-Сома

37°38′32″ пн. ш. 140°57′26″ сх. д. / 37.64222° пн. ш. 140.95722° сх. д.
Міна́мі-Со́ма (яп. 南相馬市, みなみそうまし, МФА: [mʲinamʲi soːma ɕi̥]) — місто в Японії, в префектурі Фукусіма.

## Короткі відомості
Розташоване в північно-східній частині префектури, на березі Тихого океану. Виникло на основі постоялих поселень на Муцівському шляху. Основою економіки є виробництво електротоварів. В червні, на Жайворонкових полях міста, відбуваються традиційні самурайські кінні перегони. Станом на 1 жовтня 2008 площа міста становила 398,50 км². Станом на 1 січня 2009 населення міста становило 71 156 осіб.